# Songs of Experience
Songs of Experience ist das vierzehnte Studioalbum der irischen Band U2. Am 1. Dezember 2017 wurde das Album in den Formaten CD, Vinyl und als Download veröffentlicht.
Der Name des Albums ist vom Gedichtband Songs of Innocence and Experience (1789–1794) des englischen Dichters William Blake herzuleiten und ist somit der Nachfolger des 2014 veröffentlichten Albums Songs of Innocence.

## Titelliste

### Standard-Version
1. Love Is All We Have Left – 2:41
2. Lights of Home – 4:16
3. You’re the Best Thing About Me – 3:41
4. Get Out of Your Own Way – 3:58
5. American Soul – 4:21
6. Summer of Love – 3:24
7. Red Flag Day – 3:19
8. The Showman (Little More Better) – 3:23
9. The Little Things That Give You Away – 4:55
10. Landlady – 4:01
11. The Blackout – 4:45
12. Love Is Bigger Than Anything in Its Way – 4:01
13. 13 (There Is a Light) – 4:19

### Deluxe-Version
1. Ordinary Love (Extraordinary Mix) – 3:47
2. Book of Your Heart – 3:55
3. Lights of Home (St Peter’s String Version) – 4:33
4. You’re the Best Thing About Me (U2 vs. Kygo) – 4:16

## Rezeption
„Es ist sicher nicht leicht, U2 zu sein. Leider hört man das dem neuen Album der Iren auch ziemlich an. Handwerklich tadellos nach dem bewährten Rezept gefertigt, jagt sich das irische Quartett auf seinem vierzehnten Longplayer ständig selbst hinterher. U2-Kulinarik für U2-Fans – nur leider ohne wirklich große U2-Songs.“

## Kommerzieller Erfolg

### Chartplatzierungen
| ChartsChartplatzierungen       | Höchstplatzierung | Wochen |
| ------------------------------ | ----------------- | ------ |
| Deutschland (GfK)              | 2 (17 Wo.)        | 17     |
| Irland (IRMA)                  | 1 (27 Wo.)        | 27     |
| Österreich (Ö3)                | 2 (16 Wo.)        | 16     |
| Schweiz (IFPI)                 | 2 (17 Wo.)        | 17     |
| Vereinigte Staaten (Billboard) | 1 (9 Wo.)         | 9      |
| Vereinigtes Königreich (OCC)   | 5 (10 Wo.)        | 10     |

| ChartsJahrescharts (2017) | Platzierung |
| ------------------------- | ----------- |
| Deutschland (GfK)         | 42          |
| Österreich (Ö3)           | 34          |
| Schweiz (IFPI)            | 84          |

| ChartsJahrescharts (2018)      | Platzierung |
| ------------------------------ | ----------- |
| Vereinigte Staaten (Billboard) | 131         |

### Auszeichnungen für Musikverkäufe
| Land/Region                  | Auszeichnungen für Musikverkäufe (Land/Region, Auszeichnung, Verkäufe) | Verkäufe |
| ---------------------------- | ---------------------------------------------------------------------- | -------- |
| Belgien (BRMA)               | Gold                                                                   | 10.000   |
| Dänemark (IFPI)              | Gold                                                                   | 10.000   |
| Deutschland (BVMI)           | Gold                                                                   | 100.000  |
| Frankreich (SNEP)            | 2× Platin                                                              | 200.000  |
| Italien (FIMI)               | 2× Platin                                                              | 100.000  |
| Kanada (MC)                  | Gold                                                                   | 40.000   |
| Österreich (IFPI)            | Gold                                                                   | 7.500    |
| Polen (ZPAV)                 | Gold                                                                   | 10.000   |
| Portugal (AFP)               | Gold                                                                   | 7.500    |
| Spanien (Promusicae)         | Gold                                                                   | 20.000   |
| Vereinigtes Königreich (BPI) | Gold                                                                   | 100.000  |
| Insgesamt                    | 9× Gold · 4× Platin ·                                                  | 645.000  |

Hauptartikel: U2 (Band)/Auszeichnungen für Musikverkäufe

## Sonstiges
Bereits 2016 war das Album zu vier Fünfteln fertiggestellt, allerdings entschied sich die Band nach dem Wahlsieg Donald Trumps dazu, die Veröffentlichung zu verschieben. Bono ließ sich beim Schreiben von Brendan Kennellys Worten inspirieren:

„Schreibe, als wärst du tot.“

Daraus entstanden die in Liedern verfassten Briefe, die an Familie, Freunde, Fans und auch an ihn selbst gerichtet sind.